# Upshot-Knothole Harry
Upshot-Knothole Harry (UK#9) fue una prueba nuclear realizada por los Estados Unidos como parte de la Operación Upshot-Knothole. Tuvo lugar a la hora registrada de las 04:05 (05:05 hrs) horas del 19 de mayo de 1953 en Yucca Flat, en el Sitio de pruebas de Nevada. El patrocinador de la prueba fue el  Laboratorio Nacional de los Estados Unidos de América ubicado en Los Álamos.

## Dispositivo
El dispositivo de prueba, con nombre en código  Hamlet , fue detonado encima de una torre de 300 pies, el dispositivo produjo un rendimiento de 32 kilotones. El dispositivo tenía un diámetro de 56 pulgadas y una longitud de 66 pulgadas. Su peso era de 4 toneladas.
El dispositivo fue diseñado por Ted Taylor en el Laboratorio Nacional de Los Álamos de los Estados Unidos de América, y se distingue de todos los demás porque era el más eficiente  pura fisión  diseño con un rendimiento inferior a 100 kt jamás probado. El diseño utilizó un nuevo concepto de núcleo hueco. El concepto se denominó "sistema de implosión radical" con el objetivo de reducir la cantidad de materiales fisionables presentes en el núcleo del arma mientras generaba un rendimiento moderadamente alto.: 201 

## Detonación

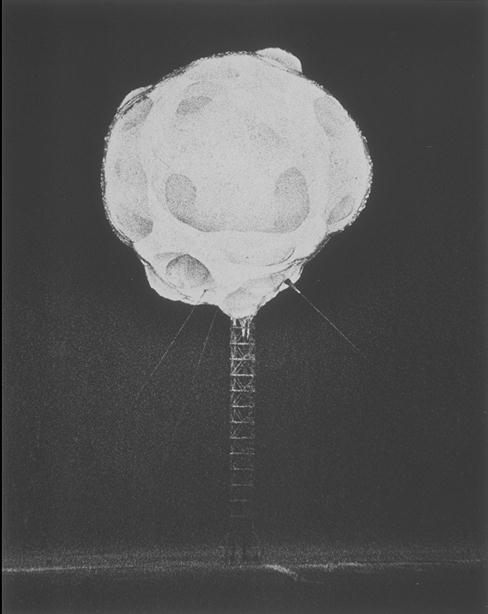
Una imagen tomada aproximadamente una centésima de segundo después del encendido.

El dispositivo fue detonado en el Área 3 del sitio de prueba.

## Lluvia radiactiva y contaminación
De las pruebas de Upshot-Knothole, la llamada prueba de Harry depositó la tercera cantidad más alta de Cesio-137, Niobio-95, Estroncio-90, Circonio-95, el cuarto depósito más alto para Niobio-95m, Praseodimio-144, quinto para Uranio-240, Rutenio-106, sexto para Yodo-131, Telurio-127m, octavo para la deposición de Cobalto-60, décimo para deposición de Europio-155, decimotercero para Estroncio-89, Itrio-90, y decimosexto para Berilio-7 , (la fuente enumera Sr-90 dos veces, en el tercer y el decimotercer lugar, el decimotercer lugar se omitió aquí). El patrón de deposición fue más similar al nombre de prueba CLIMAX.
El personal de supervisión, incluido el personal de la  Comisión de Energía Atómica de los Estados Unidos de América, supervisó las radiactivas Secuelas nucleares resultantes en áreas que incluían  San Jorge, Utah. Las consecuencias de la prueba cayeron en 3046 condados de los Estados Unidos. Debido a un error de cálculo y un cambio en la dirección del viento, esta prueba Upshot-Knothole liberó una cantidad inusualmente grande de lluvia radiactiva (la más alta de todas las pruebas en los Estados Unidos continentales), muchas de las cuales se acumularon más tarde en las cercanías de St. George, Utah. Debido a esto, la foto se conocería como "Drity Harry" en la prensa cuando los detalles se dieran a conocer públicamente. Sería uno de los más controvertidos de los EE. UU. pruebas de armas nucleares. Dos años después de la explosión, Howard Hughes filmó la película " El Conquistador" cerca de St. George. El elenco y el equipo totalizaron 220 personas. A finales de 1980, según lo comprobado por  People magazine, 91 de ellos habían desarrollado algún tipo de cáncer y 46 habían muerto a causa de la enfermedad, incluidas las estrellas principales John Wayne y Susan Hayward.
Hicks (1981) evaluó los  tasas de exposición a rayos gamma y los niveles de radionúclidos. En el informe de Hicks, se le pidió que omitiera los datos de U-233, U-235, U-238 y Pu-239 y Pu-240 para que el informe no estuviera clasificado.
En la medición de las tasas de exposición acumulada de poblaciones dentro de un radio de 300 millas del sitio de prueba, del período 1951 a 1959, se encontró que las pruebas Upshot-Knothole produjeron 50% ( cifra redondeada) de exposición tasa dentro de la población, del 50%, el 75% ( redondeado figura) se debió a la prueba de disparo "Harry".